# Oscar de la Hoya
Oscar de la Hoya (født 4. februar 1973 i East Los Angeles, Los Angeles) kaldet "The Golden Boy", er en amerikansk-mexicansk tidligere professionel bokser.

## Boksekarriere

### Amatørkarriere
I 1990 vandt han som blot 17-årig guld ved Goodwill Games, et alternativ til OL, der opstod i 1980'erne efter de politiske problemer med de normale olympiske lege. I 1991 deltog han i VM i amatørboksning i letvægt, hvor han tabte til den senere vinder, tyske Marco Rudolph, i første runde. Ved OL 1992 i Barcelona stillede han ligeledes op i denne disciplin, og han havde lovet sin mor at vinde OL-guld. Efter sejre over en brasilianer, en nigerianer og en bulgarer mødte han sydkoreaneren Hong Seong-Sik i semifinalen og vandt snævert på dommerstemmer. I finalen mødte han Marco Rudolph, hans overmand fra VM året forinden, og det blev en tæt kamp i de to første runder, inden de la Hoya fik Rudolph i gulvet i tredje runde, hvorpå han vandt en sikker 7-2 sejr og dermed opfyldte sit løfte om OL-guld til sin mor.
Han fik en imponerende rekord på 223 sejre og blot 5 nederlag som amatør.

### Professionel karriere
Efter OL blev han professionel og fik en karriere, der strakte sig frem til 2008. Han vandt i alt ti verdensmesterskaber i tre vægtklasser under forskellige bokseforbund. Sit første VM-bælte vandt han i foråret 1994 i superfjervægt hos WBO, hvor han besejrede danske Jimmi Bredahl. Først i 1999 tabte han sin første professionelle kamp, da han tabte til puertoricaneren Félix Trinidad. I alt boksede han 45 kampe med sejr i 39 og nederlag i 6.
De la Hoya havde anslåede indtægter på 700 millioner dollars fra pay-per-view i sine kampe gennem karrieren, hvilket gjorde han til den bedst indtjenende, indtil Floyd Mayweather Jr. og Manny Pacquiao opnåede større indkomster.

## Videre karriere
Efter afslutningen af sin karriere har de la Hoya stået bag en tøjkollektion, forsøgt sig som sanger og været medejer af fodboldklubben Houston Dynamo.